# Biebrza
La Biebrza (in tedesco: Bobra) è un fiume della Polonia nord-orientale, affluente del fiume Narew (presso Wizna), con una lunghezza di 155 km (il 28° più lungo della nazione) e con l'area del bacino consistente di 7.057 km² (7.051 in Polonia).

## Principali città toccate
- Lipsk
- Sztabin
- Goniądz
- Wizna

La regione è di solito divisa in aree di bacino basse, centrali e alte, ognuna con sue proprie caratteristiche.